# نون الوقاية
نون الوقاية (تسمى أيضا نون العماد) هي نون مكسورة تسبق ياء المتكلم مباشرة، وهي النون التي تقي الفعل من الكسر وتستخدم مع الفعل الذي يسند إلى ياء المتكلم. تحفظ النون آخر الفعل عن الكسر المشابه بالجر المختص بالاسم في كونه في آخر الاسم بطريق اللزوم لا لعروض التقاء الساكنين كالجر. وتحقيق هذا المرام في جامع الغموض. فهي نون تتصل بالأفعال وجوبًا وبالحروف جوازًا، وذلك لتربطها بياء المتكلم، ولا تتصل نون الوقاية بأي ضمير آخر.

## أمثلة
- احتَرَمَني = احترَمَ + نون الوقاية + ياء المتكلم
- يُكذِّبوني = يُكذّب + واو الجماعة + نون الوقاية + ياء المتكلم
- إنّني = إنّ + نون الوقاية + ياء المتكلم
- عنّي = عنْ + ني

أما السبب في وضعها هو عدم جواز التقاء ساكنين في اللغة العربية فلا يمكن قول مثلاً: (كذبوي) و (يكذبوي)، لأن واو الجماعة حرف علة ساكن والياء ساكنة كما في الاسم (كتاب ) و سميت نون الوقاية لأنها تمنع التقاء ساكنين، ولكونها تقي الفعل من الكسر (تحفظه من الكسر). و عادة في الاعراب، تعرب نون الوقاية بلا محل لها من الاعراب لأنها لا ترفع ولاتنصب ولاتجر. وعادة ما تتصل بحرف الجر الدال على المتكلم مثل (منّي) و (عنّي). وتتصل أحياناً بالحرف المشبه بالفعل الدال على المتكلم مثل (لَيْتَنِي).
وفي تعريف آخر نون الوقاية هي النون التي تسبق ياء المتكلم في الأفعال لتقي الفعل من الكسر الذي يحصل في الأسماء وتدخل وجوبا على حرفي الجر من وعن لمنع التقاء ساكنين وجوازا على الأحرف المشبهة بالفعل
وهي تأتي في الماضي والمضارع والأمر مثل حفظني يحفظني حفظوني يحفظوني يحفظونني احفظني. كما يلاحظ أنها تقي ضمير نون النسوة من الكسر مثل في كلمة (احْفَظْنَنِي).
ومثل الفعل في ذلك اسم فعل الأمر القياسي مثل دراكني وبالنسبة إلى دخولها على الأحرف المشبهة بالفعل فيكثر مع ليت ويقل مع لعل ويجوز في البقية وقد تحذف ياء المتكلم بدلالة كسرة نون الوقاية مثل قوله تعالى :وإذا مرضت فهو يشفين ـ